# NGC 1256
NGC 1256 is een elliptisch sterrenstelsel in het sterrenbeeld Eridanus. Het hemelobject werd op 13 november 1835 ontdekt door de Britse astronoom John Herschel.

## Synoniemen
- PGC 12032
- ESO 547-23
- MCG -4-8-52